# Bzenica, Slovacia
Bzenica este o comună slovacă, aflată în districtul Žiar nad Hronom din regiunea Banská Bystrica. Localitatea se află la altitudinea de 245 m deasupra n.m., se întinde pe o suprafață de 19,04 km2 și în 2017 număra 583 de locuitori.

## Istoric
Localitatea Bzenica este atestată documentar din 1075.

## Demografie
| An:                | 1994 | 2004   | 2014   | 2024   |
| ------------------ | ---- | ------ | ------ | ------ |
| Număr de persoane: | 595  | 546    | 591    | 646    |
| Diferență:         |      | −8,23% | +8,24% | +9,30% |

| An:                | 2023 | 2024   |
| ------------------ | ---- | ------ |
| Număr de persoane: | 644  | 646    |
| Diferență:         |      | +0,31% |